# 新蓬图
新蓬图是巴西巴伊亚州的一个市镇。总面积465.311平方公里，总人口14460人，人口密度31.1人/平方公里。